# 1983 UG
1983 UG är en asteroid i huvudbältet som upptäcktes den 16 oktober 1983 av den tjeckiske astronomen Zdeňka Vávrová vid Kleť-observatoriet.
Asteroiden har en diameter på ungefär 5 kilometer.